# Europska Formula 2 – sezona 1976.
| Europska Formula 2 1976. | Europska Formula 2 1976.                      |
| ------------------------ | --------------------------------------------- |
| Prvak                    | Jean-Pierre Jabouille (Elf-Jabouille-Renault) |
| Prethodna sezona         | Sljedeća sezona                               |
| 1975.                    | 1977.                                         |
| Formula 1 – sezona 1976. |                                               |

Europska Formula 2 – sezona 1976. je bila 10. sezona Europske Formule 2. Naslov prvaka osvojio je Jean-Pierre Jabouille u bolidu Elf-Jabouille-Renault za momčad Équipe Elf Switzerland.

## Poredak
| Mjesto | Vozač                    | Bodovi |
| ------ | ------------------------ | ------ |
| 1.     | Jean-Pierre Jabouille    | 53     |
| 2.     | René Arnoux              | 52     |
| 3.     | Patrick Tambay           | 39     |
| 4.     | Michel Leclère           | 33     |
| 5.     | Alex Ribeiro             | 31     |
| 6.     | Maurizio Flammini        | 26     |
| 7.     | Giancarlo Martini        | 12     |
| 8.     | Hans Binder              | 12     |
| 9.     | Eddie Cheever            | 10     |
| 10.    | Roberto Marazzi          | 5      |
| 11.    | Keke Rosberg             | 5      |
| 12.    | Wilhelm Deutsch          | 4      |
| 13.    | Klaus Ludwig             | 4      |
| 14.    | Ingo Hoffmann            | 3      |
| 15.    | Harald Ertl              | 2      |
| 16.    | Alessandro Pesenti-Rossi | 2      |
| 17.    | Hans Heyer               | 1      |
| 18.    | François Migault         | 1      |
| 19.    | Jean-Pierre Jaussaud     | 1      |
| 20.    | Freddy Kottulinsky       | 1      |
| 21.    | Markus Hotz              | 1      |
| 22.    | Alberto Colombo          | 1      |
| 23.    | Giorgio Francia          | 1      |
| 24.    | Juan Cochesa             | 1      |
| Mjesto | Vozač                    | Bodovi |